# جوليا إدوارد
جوليا إدوارد (بالإنجليزية: Julia Edward)‏ هي مجدفة نيوزيلندية، ولدت في 20 فبراير 1991 في روتوروا في نيوزيلندا.

## وصلات خارجية
- جوليا إدوارد على موقع الاتحاد الدولي للتجديف (الإنجليزية)
- جوليا إدوارد على موقع اللجنة الأولمبية الدولية (الإنجليزية)
- جوليا إدوارد على موقع أوليمبيديا (الإنجليزية)
- جوليا إدوارد على موقع اللجنة الأولمبية النيوزيلندية (الإنجليزية)